# Apteroleiopus
Apteroleiopus es un género de escarabajos longicornios de la tribu Acanthocinini.

## Especies
- Apteroleiopus apterus Breuning, 1955
- Apteroleiopus jeanneli Breuning, 1955